# 马尔萨 (奥德省)
马尔萨（法語：Marsa，法語發音：[maʁsa] ⓘ）是法国奥德省的一个市镇，属于利穆区。

## 地理
马尔萨（42°49'21"N, 2°9'20"E）面积19.17 平方千米，位于法国奧克西塔尼大區奥德省，该省份为法国南部沿海省份，北起塔恩省，西北接上加龙省，西接阿列日省，南至东比利牛斯省，东临地中海，东北与埃罗省接壤。
与马尔萨接壤的市镇（或旧市镇、城区）包括：贝尔维斯、贝塞德德索、卡亚、勒克拉、茹库、基尔巴茹。

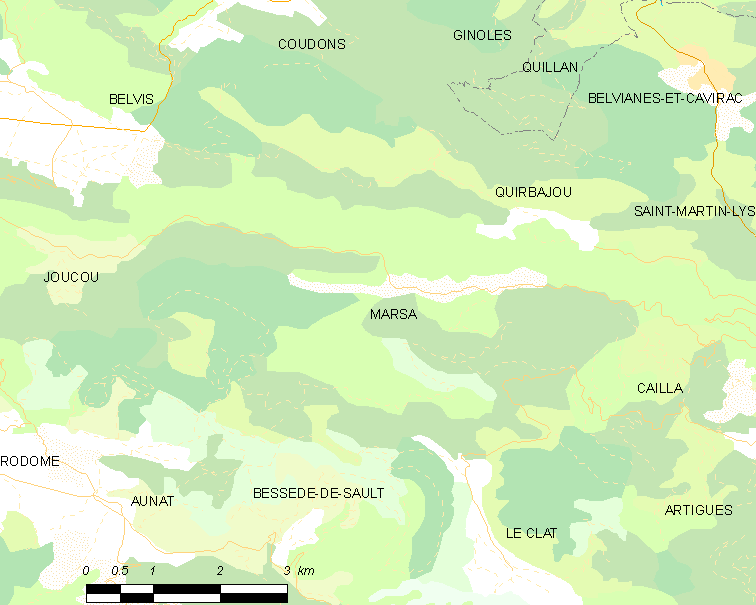
的OSM定位图

马尔萨的时区为UTC+01:00、UTC+02:00（夏令时）。

## 行政
马尔萨的邮政编码为11140，INSEE市镇编码为11219。

## 政治
马尔萨所属的省级选区为上奥德河谷县。

## 人口

1962-2008年间人口变化图示

马尔萨于2022年1月1日时的人口数量为22人。